# Copa Santa Catarina 2017
In 2017 werd de zestiende editie van de Copa Santa Catarina gespeeld voor voetbalclubs uit de Braziliaanse staat Santa Catarina. De competitie werd georganiseerd door de FCF en werd gespeeld van 8 oktober tot 3 december. De competitie werd voor het laatst gespeeld in 2013. Atlético Tubarão werd kampioen en mocht daardoor deelnemen aan de Copa do Brasil 2018. 
Aanvankelijk zouden er vijf clubs deelnemen, maar Almirante Barroso haakte in extremis af.

## Eerste fase
| Plaats | Clu              | Wed. | W | G | V | Saldo | Ptn. |
| ------ | ---------------- | ---- | - | - | - | ----- | ---- |
| 1.     | Atlético Tubarão | 6    | 3 | 2 | 1 | 13:9  | 11   |
| 2.     | Brusque          | 6    | 2 | 3 | 1 | 11:10 | 9    |
| 3.     | Joinville        | 6    | 2 | 2 | 2 | 11:10 | 8    |
| 4.     | Inter de Lages   | 6    | 0 | 3 | 3 | 8:14  | 3    |

|  | Geplaatst voor finale |

## Finale
Details finale
|                   |         |       |                                     |                                                    |
| 26 november 17:00 | Brusque | 1 – 2 | Atlético Tubarão                    | Estádio Augusto Bauer, Brusque Toeschouwers: 1.695 |
| 26 november 17:00 | Edu 64' |       | 71' Everton Dias 90+2' (own) Eurico | Estádio Augusto Bauer, Brusque Toeschouwers: 1.695 |

| Brusque | Atlético Tubarão |

|                  |                  |       |            |                                                                 |
| 3 december 11:05 | Atlético Tubarão | 1 – 1 | Brusque    | Estádio Domingos Silveira Gonzales, Tubarão Toeschouwers: 2.017 |
| 3 december 11:05 | Índio 2'         |       | 55' Aldair | Estádio Domingos Silveira Gonzales, Tubarão Toeschouwers: 2.017 |

| Atl. Tubarão | Brusque |

## Kampioen
| Copa Santa Catarina de 2017          |
| Tubarão                              |
| ------------------------------------ |
| ATLÉTICO TUBARÃO Kampioen (1° titel) |